# XI Giochi sudamericani
Gli XI Giochi sudamericani si sono svolti dal 26 maggio all'8 giugno 2018 a Cochabamba, in Bolivia.

## Assegnazione
La Bolivia con Cochabamba, il Perù con Lima e il Venezuela con Puerto La Cruz presentarono all'ODESUR la richiesta per ospitare i giochi: all'unanimità l'evento sportivo venne assegnato alla città boliviana.

## Giochi

### Paesi partecipanti
Ai giochi hanno partecipato 4 010 atleti (2 610 uomini e 1 880 donne), provenienti da quattordici nazioni. Tra parentesi, il numero di atleti partecipanti.
- Argentina (534)
- Aruba (10)
- Bolivia (617) (paese organizzatore)
- Brasile (316)
- Cile (449)
- Colombia (461)
- Ecuador (234)
- Guyana (11)
- Panama (55)
- Paraguay (252)
- Perù (447)
- Suriname (13)
- Uruguay (217)
- Venezuela (394)

### Discipline
In totale si sono disputati trecentosettantatré eventi per trentacinque sport. Tra parentesi il numero di eventi per ogni sport.
- Atletica leggera (45)
- Badminton (6)
- Bowling (4)
- Calcio (2)
- Calcio a 5 (2)
- Canoa (12)
- Canottaggio (14)
- Ciclismo (20)
- Equitazione (2)
- Golf (3)
- Ginnastica (24)
- Hockey su prato (2)
- Judo (14)
- Karate (12)
- Lotta (18)
- Nuoto (32)
- Nuoto di fondo (2)
- Nuoto sincronizzato (2)
- Palla basca (5)
- Pallacanestro
  - 3x3 (2)
  - Pallacanestro (2)
- Pallamano (2)
- Pallanuoto (1)
- Pallavolo
  -  Beach volley (2)
  -  Pallavolo (2)
- Pattinaggio (12)
- Pentathlon moderno (3)
- Pugilato (13)
- Racquetball (6)
- Rugby a 7 (2)
- Sci nautico (10)
- Scherma (12)
- Sollevamento pesi (16)
- Squash (7)
- Taekwondo (8)
- Tennis (5)
- Tennistavolo (7)
- Tiro a segno/volo (15)
- Tiro con l'arco (10)
- Triathlon (3)
- Tuffi (7)
- Vela (5)

## Medagliere
| Pos.   | Paese     |     |     |     | Totale |
| ------ | --------- | --- | --- | --- | ------ |
| 1      | Colombia  | 94  | 74  | 71  | 239    |
| 2      | Brasile   | 90  | 58  | 56  | 204    |
| 3      | Venezuela | 43  | 59  | 55  | 157    |
| 4      | Argentina | 42  | 60  | 63  | 165    |
| 5      | Cile      | 38  | 34  | 60  | 132    |
| 6      | Ecuador   | 25  | 17  | 52  | 94     |
| 7      | Perù      | 22  | 29  | 41  | 92     |
| 8      | Paraguay  | 6   | 10  | 14  | 30     |
| 9      | Uruguay   | 5   | 10  | 17  | 32     |
| 10     | Bolivia   | 4   | 15  | 15  | 34     |
| 11     | Panama    | 2   | 4   | 4   | 10     |
| 12     | Suriname  | 2   | 0   | 1   | 3      |
| 13     | Aruba     | 0   | 2   | 1   | 3      |
| 14     | Guyana    | 0   | 1   | 4   | 5      |
| Totale | Totale    | 373 | 373 | 454 | 1 200  |